# 新场乡 (乌当区)
新场乡是中国贵州省贵阳市乌当区下辖的一个乡。已撤消。

## 行政区划
新场乡下辖新场大坝社区、保寨村、新场村、王坝村、大岗村、达古村、大坝村、尖坡村、大桥村、谷溪村、尧上村、永丰村、杨梅村、可龙村。